# PlayStation Portable
La PlayStation Portable o PSP és una videoconsola portàtil de la multinacional d'origen Japonès, Sony Computer Entertainment, per a videojocs i multimèdia. Es tracta de la primera consola portàtil a nivell mundial de Sony i la segona llançada al Japó i la Xina.
La consola PSP va canviar la tendència de fer cada vegada aparells portàtils més petits, traient al mercat una consola amb una pantalla major i convertint-se en la segona consola portàtil amb un D estic (després de la Neo Geo Pocket). Va ser descontinuada el 2014 per problemes econòmics de l'empresa.

## Història
La PSP és la tercera consola de la línia PlayStation (cinquena comptant les revisions de les anteriors, o setena comptant les només llançades al Japó) i la primera incursió de Sony al mercat de les portàtils; va ser presentada oficialment en la companyia de Sony el 17 d'octubre de 2004.
Va ser llançada al mercat el 12 de desembre de 2004 al Japó. La revisió PSP "slim" de la consola va ser llançada al setembre de 2007. L'agost de 2008 es llança a la venda la PSP-3000. Actualment està disponible a tot el món. La consola va ser descontinuada al Japó el dia 4 de juny de 2014, mentre que a Amèrica es va deixar de fabricar a principis del 2014.
La consola va tenir un gran èxit en els seus primers dies de comercialització. La primera setmana va aconseguir la xifra de 2.000.000 unitats venudes. A la fi de 2007, les xifres de vendes de la consola se situaven en 29 milions d'unitats venudes, una xifra bastant bona, encara que no s'equipari a les vendes de la seva competidora directa, Nintendo DS.

## Prestacions
La "PlayStation Portable" és una videoconsola sense memòria interna, amb ranura per a targetes de memòria, i a més amb un port per connectar una càmera portàtil capaç de gravar vídeos i prendre fotos, reproductor de discos òptics, sortida per TV (a partir del segon model), pantalla en format panoràmic (16:9) de 4,3 polzades amb una definició de 480×272 píxels capaç de mostrar una gamma cromàtica de 16.770.000 colors; així mateix compta amb altaveus estèreo integrats, capacitat per reproduir diversos formats multimèdia, com per exemple el MP4 de vídeo, escoltar música mentre es juga, funció de MP3, reproducció de pel·lícules, visor de fotos, micròfon integrat, USB 2.0, connexions sense fils, connexió a Internet, videojocs 3D, bateria de liti, així com altres complements (depenent de la versió). Aquest dispositiu, pot realitzar moltes de les funcions d'una videoconsola de sobretaula, un ordinador d'escriptori, un smartphone: veure pel·lícules, jocs, navegar per Internet, reproduir arxius d'àudio, etc.
La interfície que serveix per accedir a totes les seccions, funcions i continguts de la PlayStation Portable es diu XMB, i és un sistema operatiu que Sony ha inclòs en altres dispositius seus, des de la consola PlayStation 3 fins a reproductors de vídeo d'alta definició i televisors Bravia.

## Competència
Les aplicacions homebrew han augmentat la competència entre ambdues: poder prendre fotos i editar-les, fer animacions i pujar-les a Internet, reproduir música, i l'oci multimèdia en forma de música. Si bé per a la Nintendo DS hi ha centenars d'aplicacions, la PSP té aplicacions no oficials que es beneficien de les majors possibilitats tècniques que en conjunt, ofereix la PSP. Ambdues consoles han donat lloc a un negoci molt lucratiu de venda d'accessoris no oficials per Internet, pàgines web molt populars sobre consoles, finançades per publicitat o sponsors i botigues especialitzades. També el sistema PSP compta amb reproductors MP3 i MP4, fotos, jocs, accés a Internet i amb Wi-Fi integrat.

## Especificacions tècniques
- Unitat central de processament: CPU original multipropòsit Sony "Allegrex" basat en MIPS de velocitat configurable en 1/333 MHz, inclou un CPU basat en MIPS32 Rk-4 de 32 bits, un FPU (Unitat de Coma Flotant) i un VFPU de càlcul vectorial. També inclou un processador conegut com a "Media Engine"; sent també un CPU basat en MIPS32 Rk-4 de 32 bits dedicat al maneig d'àudio/video per maquinari i un DSP (Processador digital de senyal) programable "Virtual Mobile Engine". El "Media Engine" té funcionalitats similars al CPU principal i serveix com a equivalent davant la falta de VPU.

- Memòria: 32 MB RAM de memòria principal (64 MiB a la PSP Slim & Lite i següents) i 4 MiB DRAM embedida; els 4 MiB corresponen a 2 MiB per al xip gràfic i a 2 MiB del "Media Engine", tots dos CPUs contenen 16KB de caixa d'instruccions i caixa de dades i 16KB de scratchpad, a més de 32 MiB de memòria Flaix NAND, usada per guardar configuracions i arxius del sistema.

- Processador gràfic: GPU original de velocitat configurable en 1/166 MHz amb 2 MiB de memòria interna i interfície de 512 bits suportant renderitzat de polígons i NURBS, il·luminació direccional per maquinari, environment projection i texture mapping, compressió de textures i mosaics, boira, alpha blending, depth and stencil test, vertex blending per a efectes de morphing i dithering; tot en 16 o 24 bits de profunditat de color. El Xip gràfic també maneja la sortida de vídeo. El sistema és capaç de moure uns 33 milions de polígons il·luminats i tractats, amb una taxa de 664 mil píxels per segon.

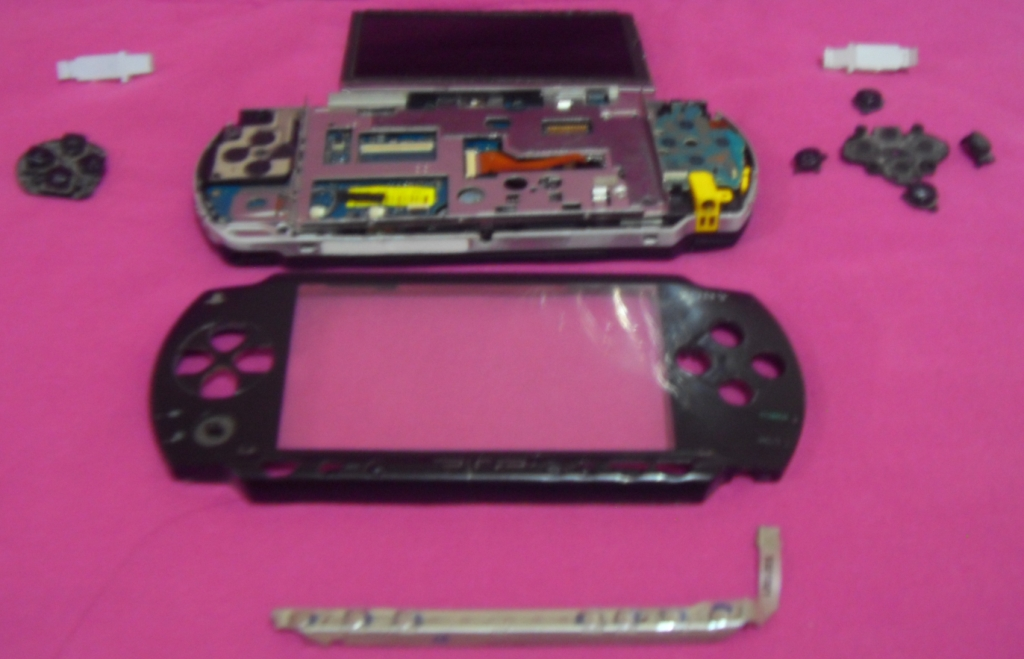
Parts de la PSP.

- Xip de so: Custom DSP configurable Sony "Virtual Mobile Engine" So 3D, Multi-Canal 7.1ch. La qualitat del so és bastant superior a la d'altres consoles portàtils.

- Pantalla: 4,3 polzades, 16:9 pantalla ampla TFT LCD 480 x 272 píxels (16,77 milions de colors).

- Bateria: intel·ligent de liti amb una vida útil de 2 anys si és carregada correctament i no és utilitzada al 100% del temps. Es recarrega en 3 o 4 hores aproximadament si és de segona mà, o 2 hores i 20 minuts aproximadament si és nova. Durada en joc de 3 a 6 hores, en reproducció de vídeo de 3 a 5 hores. És convenient comprar una bateria de substitució per al seu ús posterior, ja que existeixen diversos models. La bateria de la psp 1000, que tendeix a desaparèixer, en ser més gruixuda no encaixa en els altres models i al revés, les altres queden massa folgades. Capacitat 5V DC 1800mAh, en la PSP 1000 i 5v DC 1200mAh en les restants. En la PSP GO la bateria no és extraïble. Hi ha kits d'ampliació fins a 2200mAh que sobresurten bastant del nínxol i usen una coberta especial.

- Còdecs: ATRAC3 plus, AAC, MP3, WMA, AVC/@MP for Picture / Movi, H.264 (MPEG-4 Part 10). Suport d'imatges en format JPEG, GIF, TIFF, BMP i PNG.

- Media: lectura de dades des de sistema de discos òptics UMD (Universal Media Disc) i Memory Estic, connexió i maneig remot del sistema PlayStation 3. Sortida de TV en la PSP Slim & Lite.

- Wi-Fi: Wi-Fi IEEE 802.11b permet connexió Ad-HOC i Infraestructura amb altres PSP i amb Internet amb jugabilitat per 2/16 jugadors simultàniament. El programari de sistema inclou un Navegador Web basat en Access NetFront.

- Gamesharing: alguns títols del sistema PSP suporten la transferència de joc en manera multijugador amb altres consoles que no comptin amb el joc en qüestió; això s'aconsegueix enviant les dades a través de connexió Ad-Hoc i carregant-los sobre la memòria RAM. El suport d'aquesta opció està limitat als jocs que fan ús d'ella.

- Accessoris: càmera de vídeo amb micròfon d'1,3 megapíxels "Chotto Shot", receptor de senyal GPS, receptor de TV digital i PSP Headset, inclòs amb certs títols. Els auriculars tenen capacitat per a comandament a distància.

- Interfície: XMB "XrossMediaBar" desenvolupada per Sony i present en els seus nous televisors així com en el sistema PlayStation 3.

- Mesures: 190 mm d'amplària, 110 de pantalla TFT, i 74 mm d'altura.

- Pes: 260 g sense incloure bateria, 330 grams amb bateria (PSP 1000). La 2000 pesa 189g.

- Disseny: Shin'ichi Ogasawara (小笠原伸一) per a Sony Computer Entertainment, subsidiària de Sony Corporation.

## Botons
Com en la videoconsola Nintendo DS, alguns programes venen configurats per poder ser usats per esquerrans o usant la màquina en posició vertical en comptes d'apaisada. Variant la denominació d'esquerra-dreta i a dalt-a baix etc. La configuració d'algunes tecles està invertida en algunes regions comercials; així, en les PSP europees, la tecla  produeix la funció de la tecla  de les PSP nord-americanes i japoneses.
La consola ve amb 17 botons, alguns menys en els nous models, molts dels quals són multifunció o porten diverses posicions, com el d'encès-apagat-bloqueig. Uns són comuns a la majoria de consoles d'altres fabricants.
Aquests inclouen en un extrem una creuera o pad digital, amb quatre adreces, com a Nintendo, que permet el desplaçament pels menús i el control d'alguns jocs. A primera vista semblen quatre tecles però en desmuntar la carcassa es veu que és una única creuera.
En el costat contrari se situen quatre botons que es corresponen amb l'estàndard marcat pels models PlayStation de sobretaula, és a dir, triangle, quadrat, ics i cercle (   ) 
- La tecla  selecciona l'opció ressaltada en el menú i en general selecciona l'acció.

- La tecla  en general cancel·la o avorta l'acció. En el menú ens fa retrocedir a la "carpeta" anterior. Aquesta tecla i l'anterior  poden tenir la seva funció invertida, segons l'aplicació, l'idioma d'origen dels jocs o el programari homebrew que tinguem com a sistema operatiu.

- La tecla  en reproduir contingut ens mostra el "panell de control" amb totes les eleccions.

- La tecla , és una tecla comodí, auxiliar o subcarpeta, la funció de la qual pot ser inexistent o sol canviar segons el seleccionat abans en un grau superior en les tres anteriors, o combinada amb la creuera.

Dos botons grans i rectangulars de plàstic transparent, denominats gallets L i R són també anàlegs als gallets left i right de Nintendo DS.
Presenta també els botons SELECT i START.
Entre els botons exclusius de la PSP es troben:
- Al costat de la creuera se situa el botó del bolet o estic analògic que té la mateixa funció que la creuera i a més controla el cursor en algunes aplicacions.

- El botó HOME denominat PS per PlayStation en els nous models, mostra el "menú principal" o cross inter bar en anglès (XMB). Coincideix amb la "pantalla d'escriptori" d'un pc, mostrant-nos els "accés directe". En les consoles amb firmware personalitzat permet sortir del programa que s'estigui executant. Dos controls de volum - i +, una tecla per triar la intensitat de la lluentor de la pantalla.

- El botó de "so" retolat amb el símbol  connecta-desconnecta el so i amb els auriculars endollats a la sortida d'auriculars, permet canviar el to de so entre 6 disponibles: jazz, pop, rock, heavy, unique i off. Una vegada en apagat, el so es torna a connectar en prémer la tecla  novament o les tecles - i +.

- El botó "pantalla" canvia la intensitat de la retroil·luminació i si es manté premut apaga la pantalla per estalviar energia continuant el so en reproducció.

En els laterals de la consola existeixen la tecla d'elecció entre Memory estic o port de comunicacions, que bloqueja l'accés a la connexió Wi-Fi, se senyalitza per dues leds, una per a cada funció. En el lateral oposat l'esmentada tecla encès-apagat-bloqueig que entre altres funcions com a pausa, o manera d'espera en estalvi d'energia, bloqueja en una de les posicions les tecles de la consola. Se senyalitza en il·luminar-se amb llum taronja el led HOLD. Per treure la bateria o introduir o treure un disc òptic UMD. També cal prémer les tecles PUSH i OPEN respectivament en una fat (psp 1000) i per la slim (psp 2000 i 3000) solament la tapa. També porta una tapa amb la inscripció MagicGate que oculta la ranura del Memory Estic Duo. No obstant això, l'ús del nom "MagicGate" la traducció literal del qual és "entrada màgica", és pura coincidència. "MagicGate" és el terme que dona nom a la "tecnologia de protecció dels drets d'autor" desenvolupada per Sony Corporation. En aquest context indica que els Memory Estic Duo són compatibles amb el format.

## Multimèdia

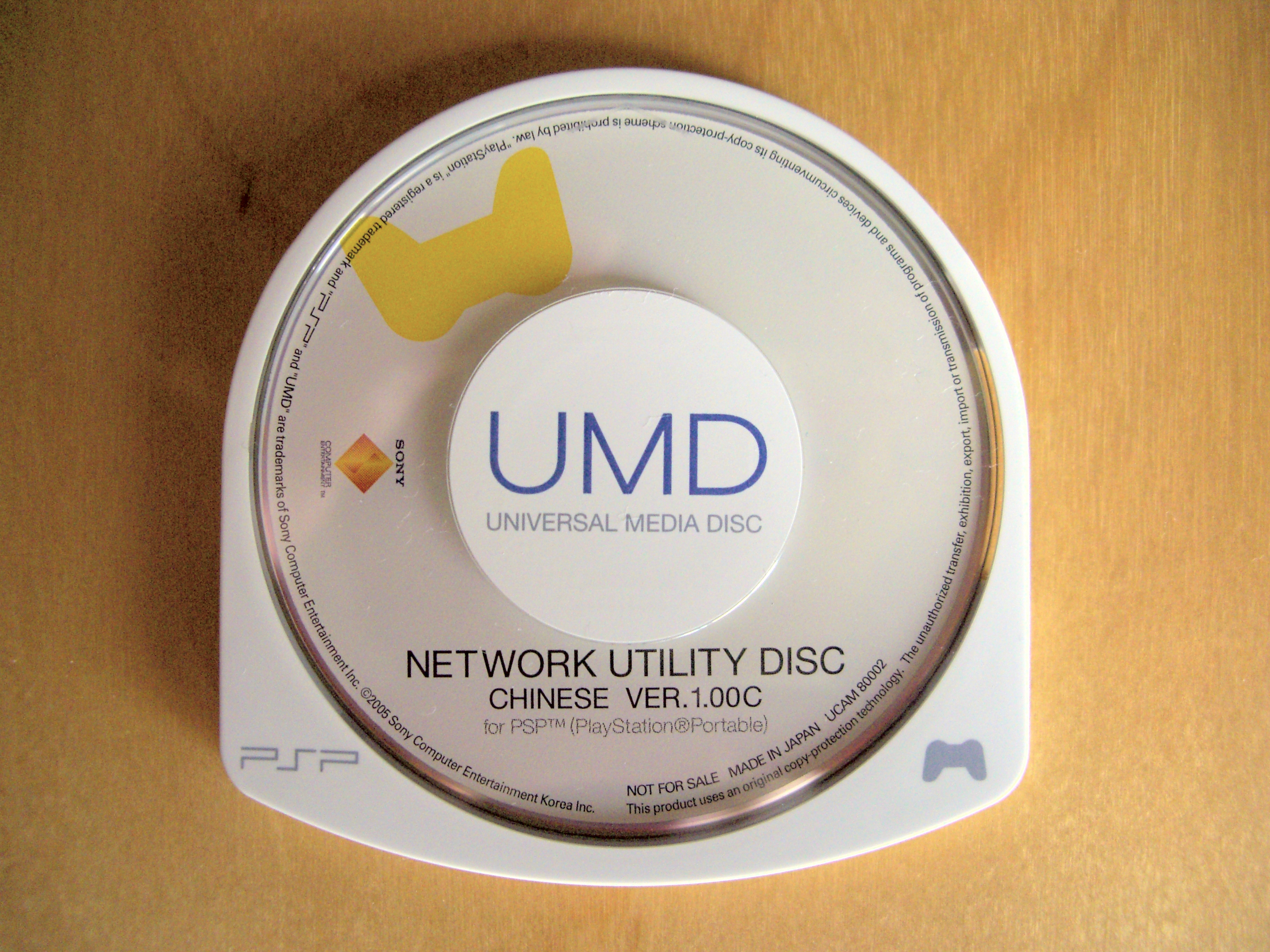
Disc UMD, Universal Mitjana Disc en planta

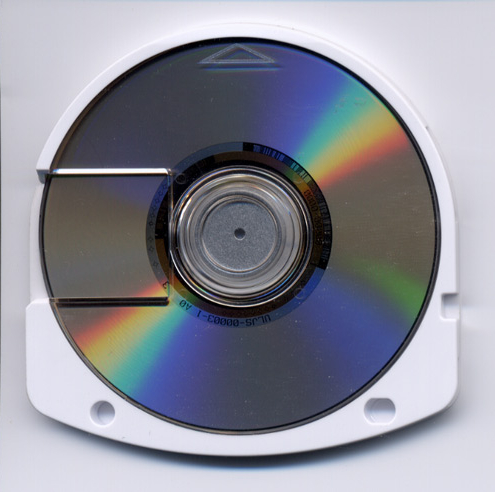
cara inferior de l'UMD mostrant la protecció i la finestra de lectura. És convenient evitar tocar directament el disc per allargar la seva vida útil

En un moment que els dispositius portàtils a bateria, amb una autonomia acceptable eren escassos, Sony va veure l'oportunitat de llançar al mercat una videoconsola, que fos al seu torn, reproductor de pel·lícules cinematogràfiques i llibres interactius en format digital.
Bosh, en el camp de les consoles portàtils, porta per primera vegada discos òptics denominats UMD i un comandament analògic amb funció de joystick, que permet una major facilitat de maneig i es converteix en cursor en determinats programes. Un port USB mini B que entre altres funcions, permet connectar la màquina a l'ordinador intercanviant arxius i programes amb major facilitat. En els nous models, una sortida que permet jugar els jocs en una pantalla externa de televisor. També porta un connector per a auriculars i micròfon i en PSP 3000 i PSP GO micròfon incorporat de sèrie.
També es disposa en alguns programes d'un teclat virtual a la manera del que apareix en alguns telèfons mòbils.
La PSP té la capacitat de reproduir i mostrar segons la versió del firmware, entre d'altres, els següents formats:
- MP3, per a música, audiolibros i podcast
- WMA, MIDI, para àudio
- ATRAC3 plus
- H.264
- MPEG-4 AVC
- JPEG per a fotos
- PNG per a imatges
- AAC
- GIF no animats
- TIFF
- MP4 para video

La consola permet fer streaming d'àudio, és a dir, escoltar emissores de radi per Internet de shoutcast a més de pàgines de radiodifusores.
Alguns arxius d'àudio i imatge no necessiten ser adaptats a la consola. Reprodueix diversos tipus d'arxius de vídeo, si bé serveixen més bé vídeos presos o versionats per a altres aparells portàtils com els iPhone.
Sony originalment va planejar l'UMD com un mitjà d'emmagatzematge multimèdia en tres diferents versions: UMD Game, UMD Vídeo i UMD Àudio. Al moment de sortir a la venda la consola, el format UMD Game aconsegueix un suport molt ampli però en el cas d'UMD Vídeo no va obtenir molt suport internacional a causa de la fortalesa del DVD Vídeo, deixant de comercialitzar-se uns anys després, i quant a l'UMD Àudio el seu suport va ser gairebé nul. Un disc UMD té calculada una vida útil d'una mica més de 100 anys el que és una mica més que els CD i DVD actuals i bastant més que els Blu-ray fets de cel·lulosa. Alguns títols d'UMD a més de la versió original, que sol ser en anglès, porten subtítols en anglès i castellà facilitant així l'aprenentatge d'idiomes.
Els videojocs en format UMD es carreguen més lentament que del memory estic i en alguns jocs complexos es fa notar la lentitud. En ser un mecanisme mecànic, va emmagatzemant pols i brutícia dins de la PSP i es pot tacar la lent de lectura. Els jocs venen classificats per codi de continguts per edat, aplicant-se codi PEGI, àdhuc existint uns altres com ESRB.
La portàtil ofereix visionar pel·lícules mitjançant dos reproductors: El reproductor MP4 i el reproductor UMD Video.
El format UMD ofereix enfront del MP4 unes alternatives que ho fan més desitjable. Sent els avantatges de les pel·lícules en MP4 que ocupen una tercera part d'espai en la memòria i que es pot modular la seva velocitat de reproducció. El reproductor UMD consta al seu torn de dues maneres: disc UMD i imatge ISO.
L'UMD en format vídeo abasta pel·lícules cinematogràfiques, vídeos musicals, concerts, documentals i sèries de televisió com The Office, Doctor Who i Little Britain comercialitzades per la cadena de televisió BBC en Regne Unit.
Utilitza un sistema de vídeo molt avançat i encara que els continguts extra d'una pel·lícula en UMD són menys que la seva contrapartida en DVD, el so sol venir en manera estèreo i amb una qualitat similar a la d'un CD d'àudio convencional.
La potència de la consola a l'hora de processar aquest tipus de dades permet oferir so envolupant, no obstant això, els connectors de sortida limiten aquesta possibilitat, i uns auriculars de bona qualitat són més que recomanables.
El reproductor de UMD Vídeo, té més funcions que el reproductor per a les pel·lícules MP4 i més opcions que les d'un reproductor DVD normal.
Disposa d'un menú on entre altres coses es tria l'escena, l'idioma de la pel·lícula, habitualment ve en 5 idiomes, i els idiomes en subtitulo poden abastar més de 20, la qual cosa converteix al reproductor UMD en una peça ideal per aprendre idiomes en qualsevol lloc, de forma amena.
Disposa de diverses "maneres de pantalla" i de "opció d'angle" que ofereix en alguns títols, sobretot musicals, la possibilitat d'alternar o variar la càmera que apunta al protagonista de la pel·lícula.
El reproductor de MP4 és dels pocs dispositius que permet variar la velocitat de reproducció d'una pel·lícula. Oferint la graduació una escala per anar accelerant la pel·lícula i així augmentar la velocitat de la imatge i els diàlegs; o ralentir-la, per exemple, per escoltar amb més atenció els diàlegs en l'aprenentatge d'idiomes.
La càmera per PSP Go!Cam, que va sortir a la venda en tot Europa el 16 de maig de 2007, combina les funcions ja existents de la consola amb la capacitat d'editar vídeos i fotos propis.
Aquest complement encaixa en la part superior de la PSP, en el port mini-usb, i incorpora un micròfon que garanteix l'entrada d'àudio mentre es grava, així com un suport vertical que es pot ajustar en un angle de 180 graus, la qual cosa permet enfocar la lent cap a l'usuari, mentre mira la pantalla, o a qualsevol altra part.
El micròfon de la PSP cam, es poden emprar en qualsevol model de PSP.
La capacitat d'emmagatzematge depèn de la grandària de Memory Estic Duo i el seu màxim teòric és de 32 gb.

### Lector de Llibres i documents
Les PSP amb FW 6.60 o 6.61 venen amb un enllaç al manual d'instruccions online on es poden consultar les seves funcions de programari.
Per a molts posseïdors de PSP, aquesta consola s'ha convertit en el seu primer visor de llibres electrònics. La pantalla ofereix una resolució suficient per mostrar al voltant d'una desena de línies de text amb bona nitidesa. A més, les fonts que usa la consola i el suavitzat que proporciona a cada lletra i els nivells de llum de la pantalla proporcionen comoditat per llegir fins i tot en llocs foscos. L'autonomia de la bateria dona per a moltes hores de lectura. Hi ha algunes obres de text editades en format UMD, però cap distribuïda fora d'Àsia, excepte els subtítols de les pel·lícules, per la qual cosa ha de ser l'usuari qui es busqui els seus llibres.
Els formats de text admesos per PSP són variats, en un primer moment es transformaven els textos a imatges en format JPEG per poder veure'ls en la pantalla de la consola. Una altra opció és reproduir text en vídeo en format MP4.
També s'usen arxius en text pla o TXT, amb diverses configuracions i tipus de lletra, en format Word, en format PDF i en format EPUB.
La idea original, va ser adonar-se que la PSP sí portava de fàbrica un explorador d'arxius. Est és el Navegador d'Internet. L'enginy dels usuaris ha aconseguit fer compatibles formats propietaris no inclosos de fàbrica. Es va popularitzar al principi, el format que usen les pàgines web, l'HTML.
Resulta molt senzill obtenir tota mena de material en format electrònic, tant com navegar per Internet i donar al botó de "Guardar com".
Llegir documents en Word (.doc) tradicionalment es feia emprant el Navegador d'Internet, que no necessita estar connectat a Internet per obrir-se.
Per veure llibres o altres documents en PSP, s'usa aquest navegador de la PSP, que llegeix documents.txt, .mht, i .html. Per això, en l'ordinador, s'obre amb Openoffice.org o un altre programa l'arxiu.doc que es desitja llegir i a guardar es posa com "html".
El procés per veure les pàgines web que s'han gravat en l'ordinador consistia fins al FW 6.60 a copiar el contingut de les pàgines al directori arrel de la targeta de memòria en la PSP, és a dir, deixa els arxius tal qual, sense ficar-los a cap carpeta. D'aquesta forma, quan s'accedeix al navegador web de la consola se selecciona l'opció "Arxiu" i s'accedeix a les dades del Memory Estic. Perquè busqui aquestes dades en PSP per sota de FW 6.60 solament cal escriure com a adreça file:/ i després el nom del document que es vol llegir.
Anteriorment, en FWs passats bastava posar en el Cercador d'Internet "file:/nom-del-arxiu.html" i el cercador ho trobava en la "Memory Estic".
La PSP a partir del FW 6.60 solament pot veure fotos o documents que esten a les carpetes "COMMON", "PICTURE" o "DRS".
Per veure per exemple: Autobiografia.doc, en Word, s'ha de canviar a Autobiografia.html i una vegada instal·lat l'arxiu en el MS, s'obre el Navegador. En la pestanya arxiu del navegador, que és la primera a baix a l'esquerra, se selecciona el cercador per teclat virtual, millor en la pestanya HISTORIAL i es posa:
file:/PSP/COMMON/Autobiografia.html
Si es desitgés visualitzar una foto (crida ISB.JPG) hauria de posar-se:
file:/PICTURE/ISB.JPG 
La pestanya historial serveix per no haver d'introduir els nomenis lletra per lletra, usant-la és mes còmode accedir als arxius situats com "file:/PSP/COMMON/.html".
Programes com Bookr, en tractar-se d'un programa homebrew amb codi signat poden usar-se amb FWs oficials de Sony.
Uns altres com per exemple PSPComic, el visor de comics homebrew llegeixen el format cbr.
Per llegir llibres electrònics en format EPUB, es necessita un visor en format java, ja que encara no hi ha una aplicació desenvolupada que els llegeixi directament. Per a això és necessari emprar un emulador java.
S'instal·la la versió de PSPKVM (0.5.5) per emular la plataforma de Java i s'empra el visor de epubs de codi obert Albite Reader 2.1 (Versió No Touch).
PSPKVM, el lector java script per la PSP, permet instal·lar qualsevol altra aplicació per a telèfons mòbils en java, com microsoftword.jar o DocViewer.jar, aplicacions fetes específicament per als mòbils, que llegeixen aquests arxius.doc o Sideralis un mapa estel·lar en 5 idiomes.
També, la PSP és capaç de córrer alguns títols de PlayStation descarregats de PlayStation Network o si la PSP aquest piratejada o hackejada amb algun Homebrew o Custom Firmware.

## Connectivitat sense fil
La PSP és compatible amb Wi-Fi, que s'utilitza tant per a videojocs multijugador ad hoc o a través de Internet, com per actualitzar jocs, descarregar continguts addicionals o fins i tot navegar directament per la Web, gràcies al navegador inclòs en la versió 2.0 de la seva Firmware. També és possible en la seva versió 2.60 utilitzar tecnologia RSS per escoltar Podcast en streaming, és a dir, sense descarregar l'arxiu en la consola; i veure la televisió a través de la connexió WiFi amb l'aparell de Sony LocationFree. La funcionalitat ad hoc és compatible amb XLink Kai.
Per mitjà del Wi-Fi també és possible la connexió amb la consola PlayStation 3, per traspassar partides guardades d'un a un altre dispositiu, utilitzar la PSP com a comandament o perifèric, o utilitzar el Wi-Fi de la PSP per connectar la versió bàsica de PlayStation 3 a Internet entre altres coses. També permet la connexió amb la consola PlayStation 2, amb els jocs que així ho permetin, com el Pro Evolution Soccer 6, tenint tant en la PSP com en la PS2 la corresponent versió del joc.

### Navegador web
El Navegador d'Internet, Web Browser, permet llegir documents html, imatges i admet l'accés a continguts Flaix i WMA, és convenient seleccionar configuració per a mòbils, com ocorre en visualitzar les pàgines de Wikipedia en PSP. Els gallets faciliten la navegació entre les pàgines que s'han visitat, avanci i enrere. La tecla Xactiva els vincles, la combinació de la tecla quadratSquare amb la creuera o el joystick desplaça per la pàgina web i amb la tecla trianguloTriangle s'accedeix al menú de configuració.
El navegador d'Internet de PSP és una versió del cercador NetFront fet per Access Co. Ltd. i va ser llançat de franc amb l'actualització del sistema 2.00 de programari.
El navegador és compatible amb les tecnologies web més comunes, com per exemple les cookies HTTP, i les fulles d'Estil CSS, així com capacitats de base Javascript.
La versió FW 2.50 va afegir Unicode (UTF-8) per a codificació de caràcters i Acte-Seleccionar en el menú d'opcions en la codificació del navegador Web, i també va simplificar l'historial d'entrada de formularis en línia.
La versió 2.70 va introduir capacitats bàsiques de l'Adobe Flash per a l'ús de la tecnologia Flaix.
Hi ha tres maneres de visualització diferents: "Normal", "Autoajust", i "ajust intel·ligent". "Normal" mostra la pàgina sense canvis, "Autoajust" tractarà de reduir alguns dels elements per fer l'ajust de pàgina sencera en la pantalla i mantenir el format original i "ajust intel·ligent" mostra el contingut en l'ordre que apareix en l'HTML, i sense els ajustos de grandària, sinó que col·loca l'element alineat cap avall, per sota de l'element anterior, si no cap en l'ample de pantalla, és a dir, converteix les taules en una pàgina web en files verticals, eliminant la necessitat de desplaçar-se horitzontalment. L'usuari pot augmentar o disminuir el zoom en pàgines Web entre un 25% fins a un 100%, i pot seleccionar o desplaçar-se cap a qualsevol costat de la pàgina a l'estil dels dispositius Pocket PC.
El navegador té limitada la interfície de navegació per pestanyes, a un màxim de tres pestanyes. Es pot obrir un vincle a una pàgina nova en una nova pestanya del navegador.
Es pot limitar el contingut, permetent la pestanya "control patern" bloquejar l'accés al navegador web i la creació d'un PIN de 4 dígits en [Ajustos] en [Seguretat]. A més, el navegador pot ser configurat per executar-se en un servidor proxy i poden ser protegides pel PIN de seguretat per permetre l'ús de la web de filtrat o vigilància a través d'una xarxa. Recentment, TrendMicro per PSP va ser afegit com una característica que es pot activar a través d'una subscripció per filtrar o controlar el contingut en la PSP.
El navegador de la PSP és més lent comparat amb altres navegadors més moderns i amb freqüència es queda sense memòria a causa de les limitacions establertes per Sony. D'altra banda, el Homebrew ha permès una versió personalitzada del navegador, que utilitza tota la memòria RAM (32/64 MB) de la PSP, que permet al navegador carregar les pàgines més ràpid i té més memòria per a les grans pàgines. Es poden emprar així mateix les versions de Navegador Web de Google i Firefox para mòbils.
Opera Mini també es pot utilitzar en PSP a través de PSPKVM, aplicació homebrew que és una Java Virtual Machine. Es va al·legar per proporcionar temps de càrrega molt més ràpids que el navegador per defecte i proporciona una millor capacitat de càrrega de les pàgines web.

### Infrarojos (primera edició)
La PSP 1000 conté un port IrDA localitzat en la part superior esquerra de la consola; no obstant això, en la revisió de 2007 aquest element ha estat suprimit per l'opinió que mancava d'utilitat, cas semblant amb el gameboy color al pas al gameboy advance.
Aquest port solament s'utilitza en l'enviament, únicament d'imatges i també s'usa en els jocs compartits.

### Gamesharing
La consola PSP a més té l'opció de Gamesharing o Compartir joc, molt similar al multiplayer d'1 sol cartutx del GameBoy Advance i Nintendo DS, inclosa en certs jocs, que permet jugar amb diversos jugadors utilitzant només un UMD del joc o manar demostracions d'alguns jocs mitjançant Wi-Fi. La majoria dels jocs permeten el gamesharing.

## Revisions del sistema PSP
Existeixen diferents revisions d'aquesta videoconsola amb diferències estètiques i funcionals. Segons la tònica general cada revisió substituïa a l'anterior, a excepció de la revisió Go que va conviure amb el model anterior fins al cessament de la seva fabricació.

### PlayStation Portable Slim & Lite

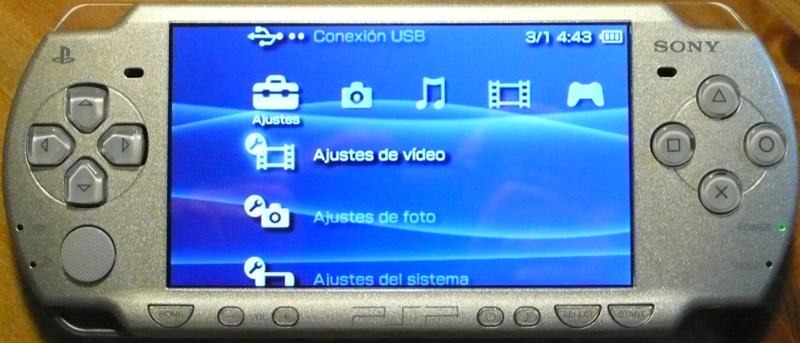
PSP Slim & Lite.

A la fi de 2006 va córrer un fort rumor a Internet sobre que Sony es trobava preparant la PSP 2, amb 4 GB de memòria interna i càmera fotogràfica Cybershot. Al juliol de 2007, durant la celebració de la fira Electronic Entertainment Expo Sony va anunciar el llançament de la PlayStation Portable Slim & Lite (prima i lleugera), una revisió de la PSP millorada. Va ser llançada a Europa el 5 de setembre de 2007. Pesa un 33% menys i és un 19% més prima que l'original. Disposa de millores en altres àrees com la velocitat de càrrega dels jocs o la connectivitat Wi-Fi, a més del cable per la TV que permet veure jocs i pel·lícules en la televisió (no inclòs en el pack). La PSP Slim & Lite ha sofert, així mateix, un lleuger redissenyo en els elements exteriors de la consola com la reubicació dels altaveus o de la badia de càrrega del Memory Estic. També ha estat eliminat el IrDa, el port d'Infrarojos, que serveix per enviar i rebre aquest tipus de connexió.

### PlayStation Portable 3000
És la 2ª revisió de la PSP, es canvia a una pantalla LCD, té millor definició i major contrast respecte a la PSP Slim, i un micròfon. S'afegeixen millores en la seguretat que impedeixen la instal·lació d'un Custom Firmware permanent tal com permetien els models anteriors.

### PlayStation Portable Go

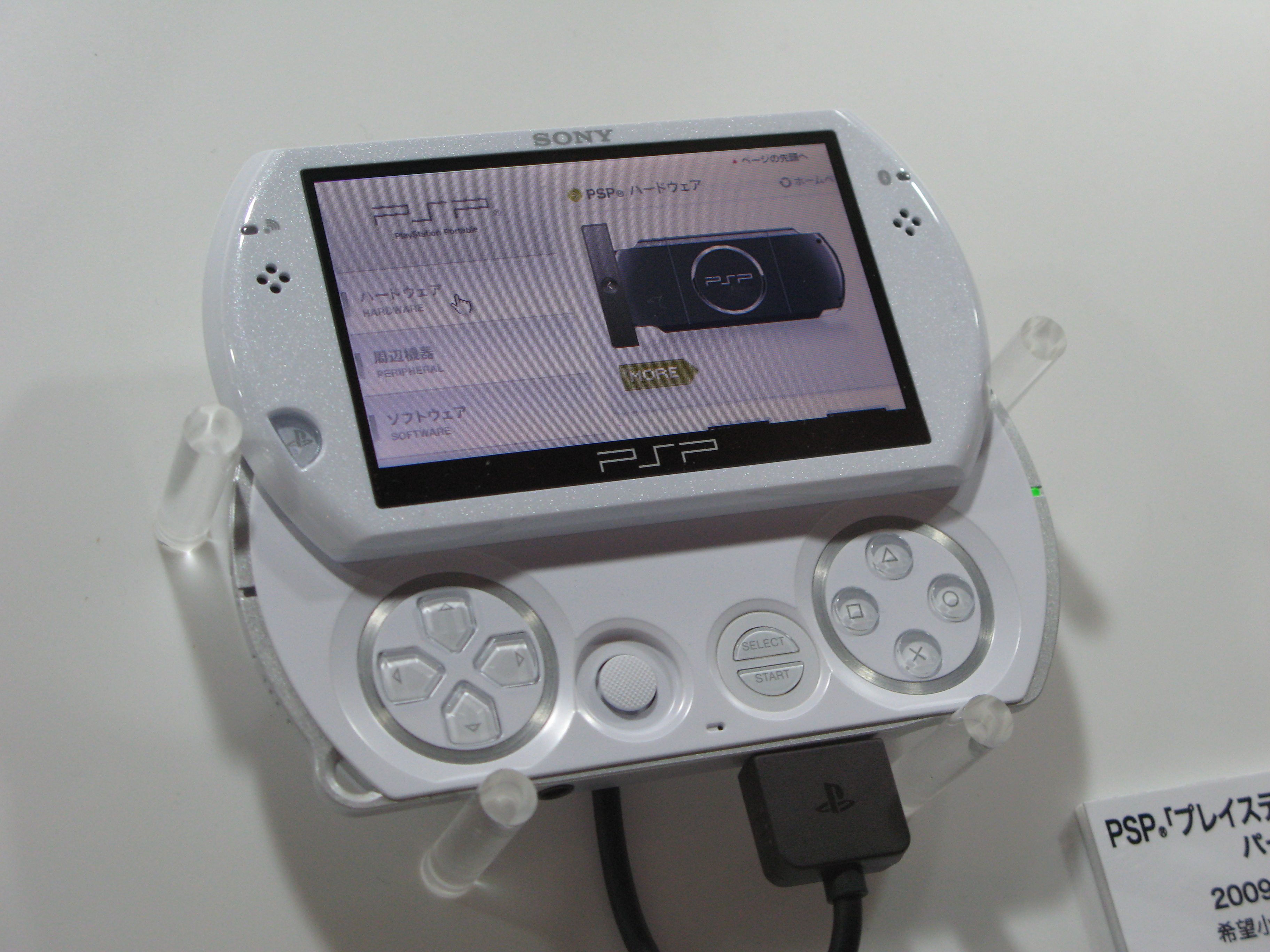
PSP Go en la Tokio Game Show 2009

És la 3a. revisió de la PSP, presentada en l'I3 2009, es comercialitza conjuntament amb el model 3000. Té 16 GB de memòria i és un 43% més lleugera que el primer model. Es prescindeix del format físic UMD en pro de la distribució digital. Externament trenca amb la línia de disseny seguida pels anteriors models, amagant ara els controls sota una pantalla lliscant, reduint considerablement la seva grandària. El que s'aconsegueix també perquè la seva pantalla és de menys polzades. Es va llançar l'1 d'octubre a Amèrica del Nord i Europa i l'1 de novembre al Japó. Va tenir poca acceptació als mercats, la qual cosa va provocar el primerenc cessament de la seva producció.

### PlayStation Portable I1000
Sony va presentar en la Gamescom 2011 un nou model de PSP, basat en el primer model (PSP-1000), redissenyat per reduir costos. A aquest nou model, que surt amb un PVP de 99,95 €, se li ha suprimit la connectivitat WiFi i s'han substituït els altaveus duals dels anteriors models per un monoaural, la consola segueix podent reproduir jocs en estèreo mitjançant la presa d'auricular. A més, s'ha redissenyat la tapa posterior, de manera que ara està composta per una única peça que s'obre per a la inserció del UMD (a excepció de la versió PSP Go). Actualment existeixen un model en negre mat i un altre en blanc. La consola segueix podent accedir a actualitzacions de firmware i contingut de la PlayStation Store mitjançant el programa MediaGo per connexió USB a un ordinador.

## Fi de la PlayStation Portable
El 3 de juny de 2014, Sony va anunciar que deixaria de fabricar sistemes PSP al Japó. La companyia japonesa va anunciar també que a final d'any tampoc es vendria a Europa, però a Amèrica no té plans d'aturar la seva fabricació. També es creu que això és un intent de Sony per reflotar la PS Vita.
Al Japó, Sony ofereix un descompte en la seva nova PS Vita per a aquells que lliurin la seva PSP.
El 28 de novembre de 2015 Sony va anunciar que a partir del 31 de març de 2016, la botiga PlayStation Store tancarà la PSP, per la qual cosa ja no es podrà accedir a la botiga ni comprar nous jocs, però si es podrà adquirir un joc de la PSP mitjançant la PlayStation 3, la PlayStation Vita o des de la pàgina web oficial de Sony.

## Successor: PlayStation Vita

PlayStation Vita

La seva successora, de nom PlayStation Vita o PS Vita (originalment coneguda pel nom en codi Next Generation Portable o NGP), va ser presentada el 27 de gener del 2011 en la convenció "PlayStation Meeting" a Tòquio. El sistema presenta una forma ovalada similar al disseny de la primera PSP i és la primera a tenir dos joysticks, amb una pantalla de cinc polzades OLED capacitiva localitzada al centre del sistema. Té dues palanques analògiques (una a cada costat de la pantalla), un pad, els quatre botons clàssics de la PlayStation (, ,  i ), dos botons L i R, un botó PlayStation (Home), els botons Start i Select, Volum +, Volum - i Power. Per dins el sistema presenta un processador ARM Cortex-A9 MPCore de quatre nuclis i un processador gràfic SGX543MP4+.
El sistema també porta un touchpad posterior, una càmera frontal, una altra posterior, altaveus estèreo, micròfon, sistema sensor de moviment SixAxis (giroscopi de tres eixos, acceleròmetre de tres eixos), brúixola electrònica de tres eixos, GPS, Wi-Fi, 3G, i Bluetooth v2.1+EDR.
Les dues càmeres presenten les capacitats de detecció de rostre, detecció de cap i seguiment de cap. També permet personalitzar el sistema.
PlayStation Vita es troba disponible en dues versions: una amb WiFi i suport per a 3G, i una versió més barata amb WiFi però sense 3G. La versió 3G inclou aplicacions precargadas en la consola, les quals utilitzen 3G i uns altres com la realitat augmentada.

## Firmware
El firmware de la consola pot ser actualitzat descarregant-ho via Wi-Fi des dels servidors de Sony o descarregant l'actualització en un ordinador (EBOOT.PBP) i transferint-ho via USB a la carpeta \PSP\GAME\UPDATE de la PSP i posteriorment executant-ho com si es tractés d'una aplicació. A més, la majoria dels jocs contenen les actualitzacions necessàries per poder jugar en cas de tenir un firmware anterior a l'exigit. Els firmwares del sistema són compatibles per a una màquina de qualsevol regió del món, però Sony recomana àmpliament usar l'actualització de la regió corresponent.
Les actualitzacions de firmware han d'estar signades digitalment i ser superiors al firmware de la consola perquè es pugui dur a terme l'actualització.
Les actualitzacions del firmware han inclòs des d'un navegador web, un lector RSS, compressió de vídeo AVC, possibilitat de canviar el fons de pantalla, códecs variats d'àudio (WMA, AAC, etc.) i nombrosos canvis en la seguretat del sistema intentant així limitar la utilització de homebrew. Actualment, la versió oficial de firmware més recent és la 6.61 que va sortir el 15 de gener de 2015.
Encara que també existeix l'extensió d'arxiu .ISO, la qual és compatible amb tots els models de la consola portàtil.
Existeixen diverses extensions d'arxiu, depenent al model del portable:
Els homebrews signats (EBOOT.PBP) per la Memory Estic, de tots els models, excepte en el cas de PSP Go que es poden allotjar en la seva memòria interna.
Els arxius .ISO, solament per la Memory Estic de la PSP en els models 1000-2000-3000-I1000. En el cas de PSP Go també està disponible l'opció de memòria interna.

## Homebrew
Són aplicacions creades per usuaris programadors afeccionats, fa temps era necessari un firmware modificat per fer funcionar aquestes aplicacions, ara no és necessari a causa que les aplicacions es poden signar, fent-se passar per aplicacions oficials de Sony Computer Entertainment.
- Downgrades: consisteix a «baixar la versió» de la videoconsola per evitar els bloquejos per part de Sony i poder instal·lar un firmware alternatiu (custom firmware) que sigui capaç de fer funcionar homebrews i "còpies de seguretat", entre altres coses.

- Aplicacions: petits reproductors, navegadors, programes d'informació, plugins amb diferents funcions (com visualitzar la pantalla de la PSP en una computadora), etc, encara que també disposa -entre altres coses- de shells que ofereixen una gran varietat de funcions.

- Emuladors: els emuladors més importants són els de Game Boy, NES, Game Boy Advance, PlayStation, Super Nintendo, Sega Mega Drive (Genesis), Nintendo 64, entre d'altres.

- Plugins: els plugins són petites aplicacions amb una funció específica, en la PSP s'executen a través del Recovery Mode (manera de recuperació) o a través de l'ordinador editant unes línies del document de text corresponent. La seva funció en aquesta plataforma és bastant interessant, alguns plugins poden, per exemple, permetre l'execució de codis gameshark, fer captures de pantalla o ampliar les funcions del firmware en general.